# Brecht Evens

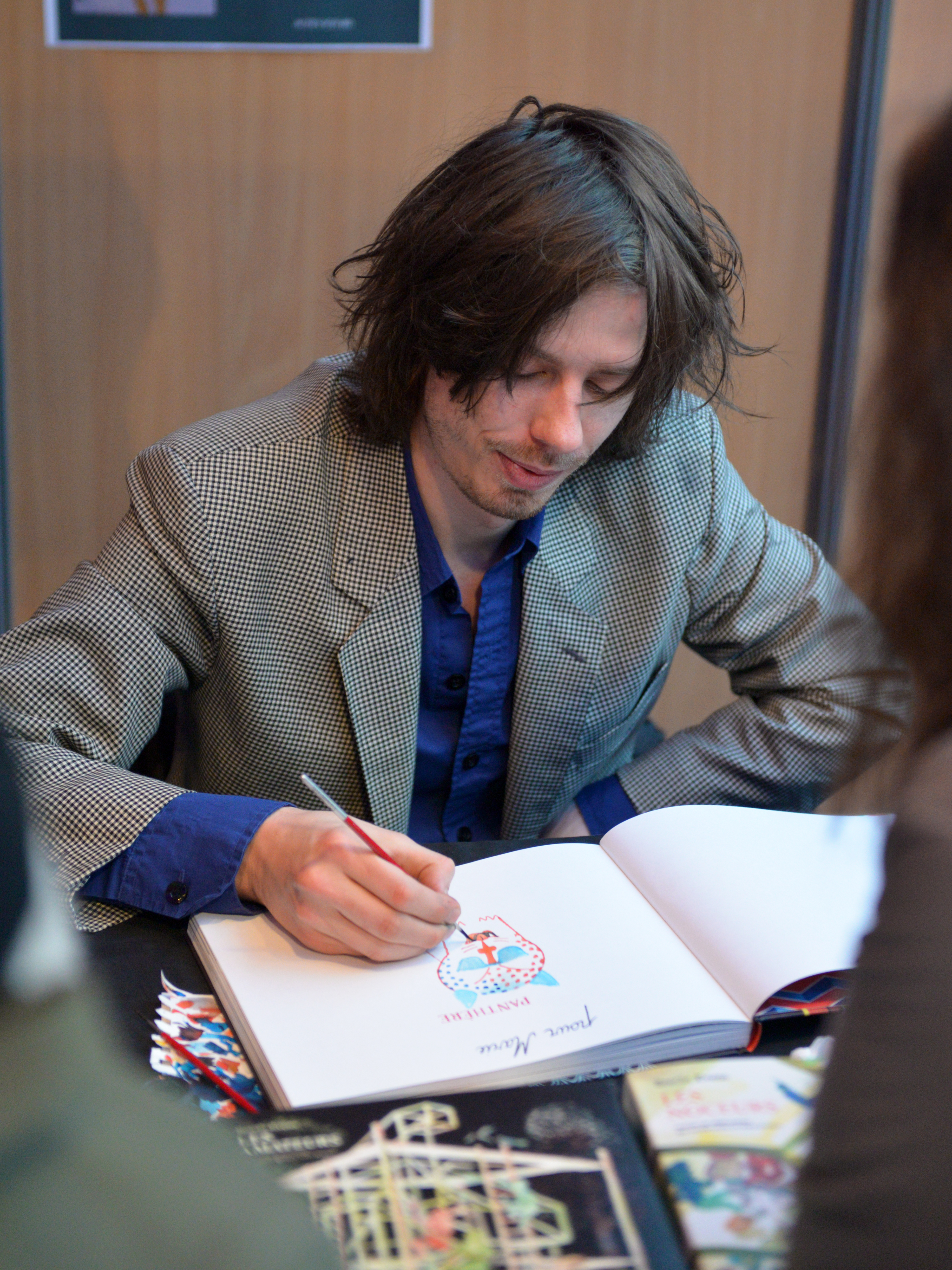
Brecht Evens, Festival International de la Bande Dessinée d’Angoulême 2015

Brecht Evens (* 1986) ist ein belgischer Comicautor.

## Biographie
Sein Debüt als Comiczeichner gab Brecht Evens 2004 mit dem Comic „Een boodschap uit de ruimte“, es folgten „Vincent“ (2006) und „Nachtdieren“ (2007). Auf dem Fumetto Festival 2010 wurde unter dem Titel „Hier und jetzt“ erstmals eine Einzelausstellung des Flamen präsentiert. Mit „Ergens waar je niet will zijn“ gelang ihm der internationale Durchbruch: Die deutschsprachige Ausgabe erschien 2010 unter dem Titel „Am falschen Ort“. Übersetzungen in französischer und englischer Sprache liegen bereits vor. Evens lebt als Comiczeichner und Illustrator in Paris.

## Veröffentlichungen in deutscher Sprache
- Am falschen Ort. Übersetzt von Andrea Kluitmann. Reprodukt, Berlin 2010
- Die Amateure. Übersetzt von Andrea Kluitmann. Reprodukt, Berlin 2013
- Panter. Übersetzt von Andrea Kluitmann. Reprodukt, Berlin 2016
- Idulfania. Übersetzt von Andrea Kluitmann. Christoph Merian Verlag, Basel 2020